# 15ª Squadriglia da bombardamento Caproni

Caproni Ca.101 della squadriglia di bombardieri "La Disperata" in volo su Macallè il 14 novembre 1935 durante la Guerra d'Etiopia

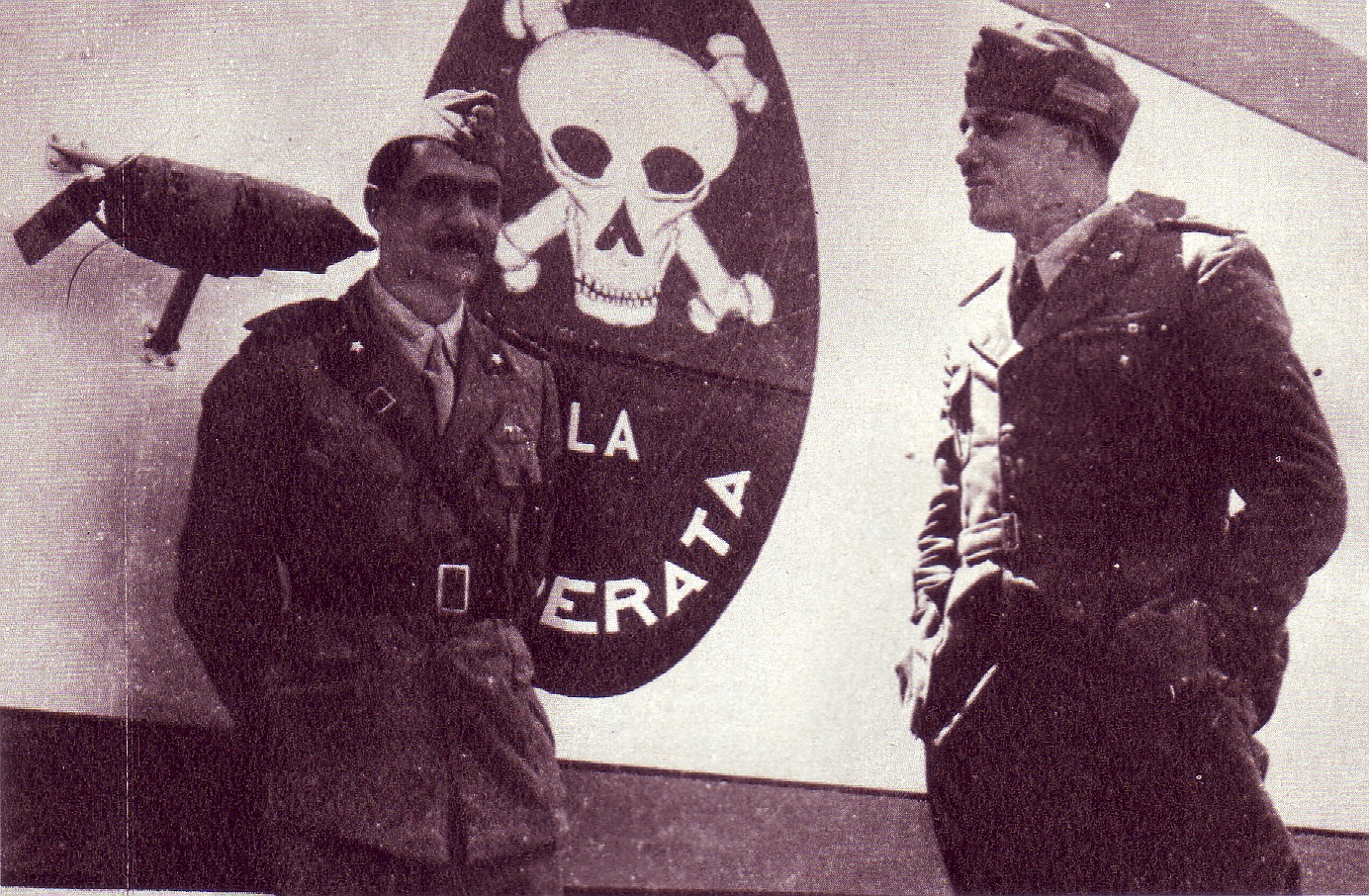
Alessandro Pavolini appoggiato alla fusoliera di uno dei Caproni Ca.101 della 15ª Squadriglia di bombardieri "La Disperata", 1935.

La 15ª Squadriglia fu una squadriglia del Regio Esercito e poi della Regia aeronautica del Regno d'Italia, nota anche come La Disperata.

## Storia

### Prima guerra mondiale
Nel mese di dicembre 1916 nasce al Centro Formazioni Squadriglie dell'Aeroporto di Brescia-Ghedi ed il 10 aprile 1917 è operativa sull'Aeroporto di Aviano inquadrata nell'XI Gruppo comandata dal Capitano Leonardo Nardi che dispone di 4 Caproni Ca.33 450 hp, altri 5 piloti e 3 mitraglieri.
Nell'ambito della fase di preparazione alla Decima battaglia dell'Isonzo il 17 aprile bombardano Chiapovano ed il 26 settembre si sposta all'Aeroporto di Udine-Campoformido dove il 4 ottobre entra nel IV Gruppo.
Dopo la Battaglia di Caporetto il 27 ottobre ripiega sulla Piazza d'Armi del Campo di aviazione di Verona-Tombetta e poi va a Ghedi.
Dopo la decisione di mandare il reparto sul fronte occidentale francese la squadriglia è inquadrata nel XVIII Gruppo (poi 18º Gruppo caccia) ed il 27 dicembre va al Campo di aviazione di Taliedo dopo aver svolto nel 1917 124 voli di guerra.
L'11 gennaio 1918 si schiera a Longvic con 4 Ca., 9 piloti, 4 osservatori e 5 mitraglieri ed il 19 febbraio il comando passa al Cap. Vito Pugliese.
Il 28 febbraio si sposta alla Base aerea di Nancy-Ochey ed il 17 marzo 2 Ca. compiono un bombardamento vicino a Metz.
Il 27 marzo 2 Ca. lanciano 18 bombe sul campo volo di Frascaty vicino a Metz ed il 2 aprile si spostano a Villeneue vicino a Châlons-en-Champagne.
Ai primi di giugno il reparto dispone di 3 Ca., 9 piloti, 4 osservatori e 5 mitraglieri ed il 12 giugno il comando interinale passa al Tenente osservatore Giorgio Morigi.
Il 7 agosto l'unità si sposta a Chermisey ed il 30 agosto il comando passa al Cap. Ferdinando Rospisgliosi.
Il 14 ottobre il grosso del reparto torna al Centro Formazione Squadriglie di Ghedi per ricevere i Caproni Ca.44 600 hp ma il 4 novembre termina il conflitto dopo aver svolto 233 voli di guerra.
L'insegna della squadriglia era il fiore rosso dipinto sulla fusoliera.
Il 4 febbraio 1919 si sposta sulla Base aerea di Poggio Renatico per transitare nel mese di giugno al Comando d'Aviazione della Dalmazia.
Viene sciolta il 27 settembre 1919.

### Regia Aeronautica
Alla fine del 1925 era nel IV Gruppo BN con i Caproni Ca.36 della Regia Aeronautica.

### Guerra d'Etiopia
Il 5 gennaio 1935, sul Campo della Promessa di Lonate Pozzolo la 15ª Squadriglia del IV Gruppo del 7º Stormo BN riceve l’avviso di preattivazione per esigenza in AO nell'ambito della Guerra d'Etiopia. Il 29 gennaio il reparto dotato di Caproni Ca.101 D2, che si è imbarcato e sul piroscafo Aussa il 20 gennaio, arriva a Massaua. I velivoli vennero rimontati e collaudati ad Otumlo, il campo di aviazione di Massaua (poi Aeroporto Internazionale di Massaua; il 6 marzo successivo l'unità al completo divenne operativa al comando del Capitano Giuseppe Casero, nel IV Gruppo Bombardamento Terrestre della III Brigata aerea, avendo in forza dal 3 settembre il Cap. Galeazzo Ciano, comandante di squadriglia e ministro della stampa e della propaganda arrivato a Massaua sul piroscafo Saturnia.
Iniziarono quindi le operazioni di ricognizione e bombardamento, con alcune missioni di rifornimento.
La 15ª Squadriglia della Regia Aeronautica partecipa alle operazioni belliche sin dal 3 ottobre 1935 in dipendenza del IV Gruppo Bombardamento sull'aeroporto di Asmara (poi Aeroporto Internazionale di Asmara) nell'ambito della Guerra d'Etiopia.
La "15ª squadriglia bombardamento terrestre" era equipaggiata con 10 trimotori Caproni Ca.101 D2 sotto il comando di Galeazzo Ciano ed in cui servì tra gli altri anche Alessandro Pavolini.
Il 14 ottobre Il Capitano Galeazzo Ciano, comandante della 15ª squadriglia da bombardamento, la «Disperata», spintosi coi suoi «Caproni» a oltre 70 km. a Sud di Macallè, ha bombardato da bassa quota un accampamento abissino di circa 300 tende, sulle pendici Nord dell'Amba Alagi. Inefficace è stata la violenta reazione contraerea nemica. Quindi portatosi su Bet Mariam, dove era stato segnalato un deposito di munizioni, lo ha bombardato e distrutto. (Bollettino di guerra)
Il 18 novembre Venti apparecchi da bombardamento «Caproni 101» del 4º e 27º gruppo con 6 tonn. di esplosivi, hanno bombardato nulla valle del Maimesciac una massa di circa 20 mila armati, mitragliandola poi a fondo valle, da quote comprese fra i 50 e i 100 metri. L'operazione si è svolta in cinque ondate ed è durata due ore. La reazione è stata violentissima; l'apparecchio del capitano Ciano, comandante della squadriglia «La Disperata», è stato colpito da proiettili di fucile e da una granata di cannone Oerlikon; hanno partecipato all'azione gli apparecchi di Vittorio e Bruno Mussolini della squadriglia «Testa di Leon»; l'apparecchio del sottotenente Mario Mameli è stato colpito nel serbatoio della benzina; il motorista ha tamponato la falla colla mano per oltre due ore; sull'apparecchio dei tenenti Lanza e Orsini è stato ferito da proiettile esplosivo il sergente Dalmazio Birago; egli ha tenuto un contegno eroico inneggiando alla sua squadriglia, la «Disperata», e incoraggiando i piloti, preoccupati per il suo gravissimo stato. Più tardi egli è deceduto in seguito alle ferite. (Bollettino di guerra)
Al 15 gennaio 1936 era ancora ad Asmara ed il Capitano Ciano aveva anche una Sezione di Caproni Ca.133.
Nel marzo 1936 una Sezione era nel Gruppo tattico Ca. 101 dell'Aeroporto di Axum.
Il 1º marzo 1936 durante la Seconda battaglia del Tembien (27-29 febbraio 1936), nel cielo d'Abissinia, nella regione di Andino, a bordo di un Caproni Ca.101 contrassegnato dal numero 3, Mario Mameli trovò la morte assieme al comandante del 14º Stormo Tenente Colonnello Ermanno Bartolini, al Sergente motorista Carlo Cipollini e al Sergente r.t. Florio a causa di colpi di mitragliatrice, mentre risaliva le pendici del Monte Andino per neutralizzarne un nido.
Tra i piloti: Dalmazio Birago, Luigi Lanza, Felice Baldeschi, Alberto Ostini, Vito Mussolini, Roberto Farinacci, Ettore Muti, Pietro Bonacossa,, Maner Lualdi e Mario Mameli.

### Seconda guerra mondiale
Allo scoppio della seconda guerra mondiale era inquadrata nel 4º Gruppo del 7º Stormo bombardamento terrestre della 1ª Squadra aerea al Campo della Promessa di Lonate Pozzolo con 8 aerei Fiat B.R.20 ed in Africa Orientale Italiana era nel IV Gruppo con 6 S.M.81 all'Aeroporto di Dire Dawa.